# Tunnel sous-marin

Schéma du tunnel du l'Øresundsbron

Un tunnel sous-marin est un tunnel qui est construit sous le plancher sous-marin.

## En exploitation
- Japon : tunnel ferroviaire du Seikan entre Aomori (Honshū) et Hakodate (Hokkaidō), construit entre 1971 et 1988 : 53,9 km sous le détroit de Tsugaru, dont un tronçon de 23,3 km sous le fond marin.
- France-Royaume-Uni : tunnel ferroviaire sous la manche, 49,7 km, dont 37 km sous la Manche entre Coquelles et Folkestone, inauguré le 6 mai 1994. C'est le tunnel ayant la section sous-marine la plus longue du monde[1].
- Danemark-Suède : le lien fixe de l'Øresund entre Malmö et Copenhague, 16 km, se compose d'un pont à haubans de 7,8 km, d'une île artificielle sur 4 km et d'un tunnel immergé de 3,5 km. C'est un ouvrage mixte, routier et ferroviaire.
- France : tunnel du Vieux-Port de Marseille, tunnel routier immergé sous le Vieux-Port de Marseille (1967).
- France : tunnel du Vieux-Port de Bastia, tunnel routier immergé de 822 m sous le Vieux-Port de Bastia (1979).
- Australie : tunnel du port de Sydney
- Hong Kong : Cross-Harbour Tunnel
- Islande : tunnel du Hvalfjörður, tunnel routier de 5,6 km de long, à 165 m sous le niveau du Hvalfjörður
- Îles Féroé : tunnel d'Eysturoy, tunnel routier de 11,2 km de long (le plus long du monde en 2018), à 187 m sous le niveau du fjord du Tangafjørður
- Canada : pont-tunnel Louis-Hippolyte-Lafontaine, tunnel routier de 1,5 km de long, jumelé à un pont de 457 m traversant le fleuve Saint-Laurent, reliant Montréal et Longueuil.
- Norvège : tunnel d'Eiksund, tunnel routier inauguré en 2008, le plus profond du monde avec 264 mètres sous le niveau de la mer ; tunnel de Tromsøysund
- Chine : tunnel de Shiziyang, un tunnel ferroviaire long de 10,8 kilomètres, achevé en 2011, passant sous l'estuaire de la rivière des Perles, dans la province du Guangdong.
- Turquie : Marmaray, tunnel ferroviaire traversant le Bosphore, construit en zone sismique, ouvert en 2013.
- France : tunnel de Kérino, tunnel routier, cycliste et piétonnier ouvert en 2016 à Vannes.

## En chantier
- Lien fixe du Fehmarn Belt, tunnel de 19 km, entre l'Allemagne et le Danemark. Le chantier a débuté en 2015 et devrait se terminer entre 2024 et 2029.
- Lien fixe du Rogaland, tunnel de 27 km franchissant le fjord du Boknafjord en Norvège. Chantier ayant débuté en 2018 et dont la fin est planifiée pour 2026.

## En projet ou à l'étude
- Tunnel Helsinki-Tallinn, projet de tunnel ferroviaire sous-marin qui traverserait le Golfe de Finlande pour relier Helsinki, capitale de la Finlande et Tallinn, capitale de l'Estonie, l'itinéraire le plus court ayant une longueur sous marine de 50 km.
- Espagne-Maroc, projet Afrotunnel de tunnel ferroviaire entre La Paloma (Espagne) et Malabata (Maroc), sous le détroit de Gibraltar, longueur 39 km.
- Tunnel sous le détroit de Béring
- Tunnel sous le détroit de Sicile: Proposé par l'institut ENEA, il relierait Pizzolato en Sicile au Cap Bon en Tunisie distants de 155 km[2].
- Tunnel sous la mer d'Irlande: Plusieurs propositions ont été faites au cours du temps pour relier l'Irlande et la Grande-Bretagne par un tunnel. On peut par exemple citer le projet 2004 de l'Institute of Engineers of Ireland de tracé entre les ports de Fishguard et Rosslare[3].
- Tunnel sous-marin Japon-Corée
- Tunnel du détroit de Taïwan
- Tunnel maritime de Stad

## Voir aussi

Différents moyens de franchir une étendue d'eau : 1: Pont suspendu 2: Pont d'Archimède 3: Tunnel immergé 4: Tunnel sous-marin